# Marcel Rudloff
Marcel Rudloff, né le 15 mars 1923 à Strasbourg (Bas-Rhin) et mort le 23 mars 1996 dans la même ville, est une personnalité politique française.

## Biographie
Après des études secondaires à Strasbourg, Marcel Rudloff s’est évadé d’Alsace en 1942 pour ne pas être incorporé de force dans la Wehrmacht grâce au réseau l'Équipe Pur Sang. Il a alors poursuivi ses études universitaires aux facultés de droit et de lettres de Strasbourg repliées à Clermont-Ferrand durant la guerre. Durant sa vie estudiantine, il a été président de l'Amicale des étudiants en droit (AED) puis vice-président de l'AFGES.
De retour en Alsace, il a obtenu le certificat d'aptitude à la profession d'avocat (CAPA) en 1944, et, après son stage, s’est inscrit au Barreau de Strasbourg en 1948. Il a été élu en 1950 président des jeunes avocats du barreau de Strasbourg ; il est devenu en 1952 vice-président de l'Union nationale des jeunes avocats (UNJA), puis président. Il est entré en 1953 au conseil de l’Ordre du barreau de Strasbourg. Il en est devenu le bâtonnier en 1971.
Adhérent du MRP dès 1955, Marcel Rudloff est également engagé dans la vie associative : vice-président de l’Avant-garde du Rhin et membre du comité directeur de la Fédération sportive et culturelle de France (1968-1980). Élu en 1965 au conseil municipal de Strasbourg il est nommé adjoint au maire, chargé de la Jeunesse, des Affaires Scolaires, Socio-éducatives et Culturelles en 1971. Il est élu en 1983 maire de Strasbourg et président de la communauté urbaine de Strasbourg, prenant la suite de Pierre Pflimlin. Il perd les élections municipales de 1989 contre la socialiste Catherine Trautmann.
Conseiller général du Bas-Rhin de 1976 à 1988, Marcel Rudloff a été élu président du conseil régional d'Alsace en 1980 (réélu en 1986 et 1992).
En 1977, il a été élu sénateur, a siégé à la Commission des Lois, a rapporté de nombreux textes de lois notamment dans les domaines juridiques et judiciaires. Réélu à la Haute Assemblée en 1986, il a été nommé au Conseil constitutionnel le 25 février 1992 par le président du Sénat Alain Poher.
Marcel Rudloff meurt le 23 mars 1996, et repose au cimetière Ouest de Strasbourg. Son épouse Marguerite est morte en 2004.

## Œuvre
C'est sous son mandat de maire de Strasbourg qu'ont notamment été réalisées les extensions du palais de la Musique et des Congrès et des immeubles européens ainsi que les pénétrantes ouest (A351),  nord (N2350) sous la Place de Haguenau et le Contournement Sud (A352) de l’A35 Porte de Schirmeck jusqu’à l’avenue du Rhin, ainsi que le tunnel routier sous la Place de l’Étoile. Le but du Contournement Sud était la suppression du trafic routier de transit via l’hypercentre, comme décrit dans le dernier dossier officiel du métro de mai 1988 (page 11 ). Le concept consista à reporter les trafics de transit entre la place de Lattre et le carrefour Wodli sur le réseau autoroutier ainsi que sur la ceinture des boulevards (boulevard de Lyon) qui fut elle-même décongestionnée par ce futur contournement Sud (page 44 ). Ce même dossier contient un croquis de la Place Kléber sans transit routier (page 85 ). Le Contournement Sud fut complètement achevé en 1992, l’année de la création de la zone piétonne dans l’hypercentre, y interdisant tout trafic de transit routier.
Son Projet de métro à Strasbourg de type VAL a cependant été stoppé à la suite des élections par la nouvelle équipe municipale, dirigée par Catherine Trautmann. En effet, la création d'un nouveau transport en commun en site propre devint l'un des enjeux de l'élection, les socialistes ayant opposé au VAL un projet de tramway, finalement réalisé.

## Hommages

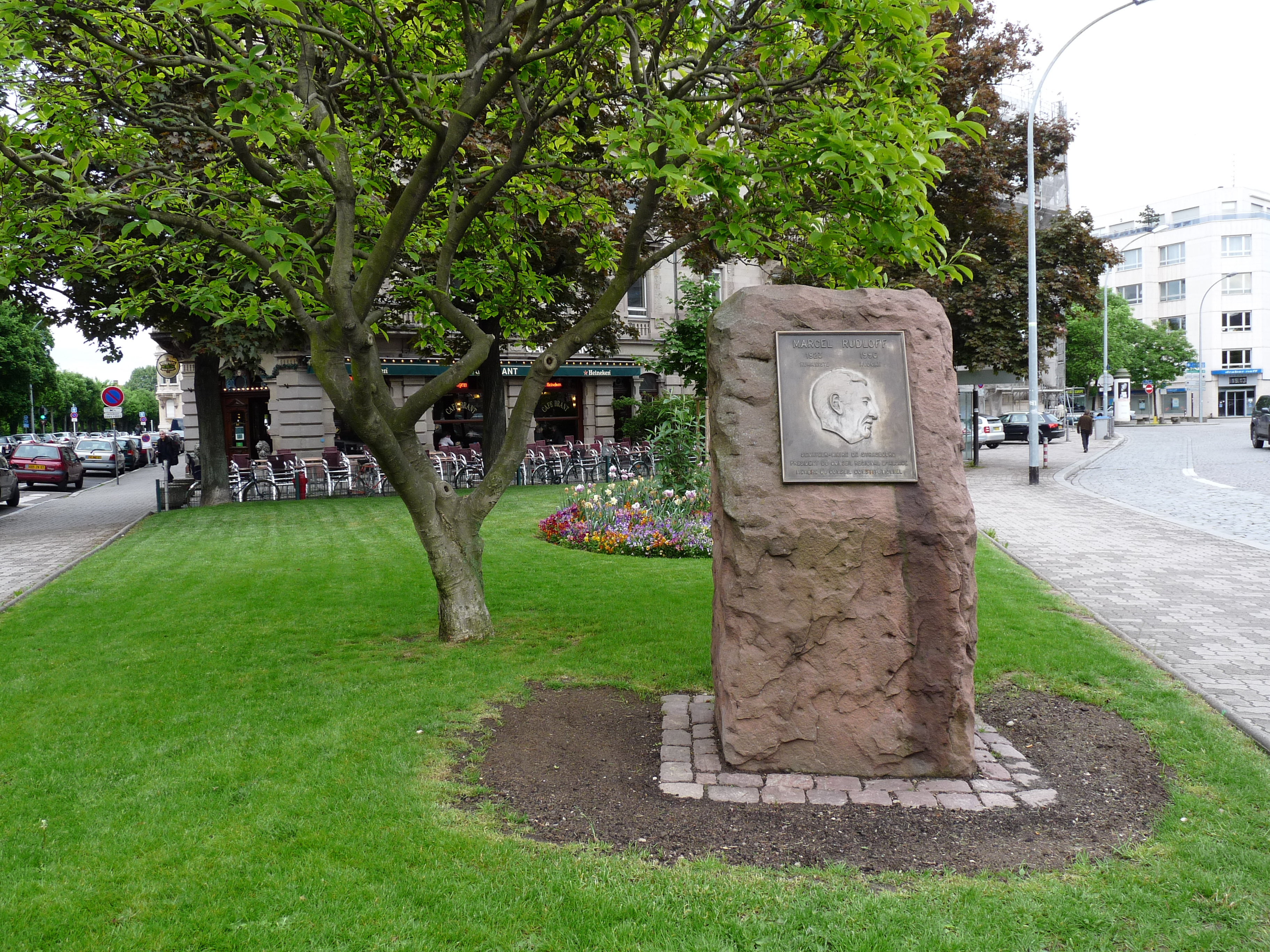
Stèle à la mémoire de Marcel Rudloff, place de l'Université à Strasbourg.

Le nom a été donné à un lycée polyvalent de Strasbourg situé dans le quartier des Poteries, le lycée Marcel-Rudloff, ainsi qu'au CFA de Colmar.

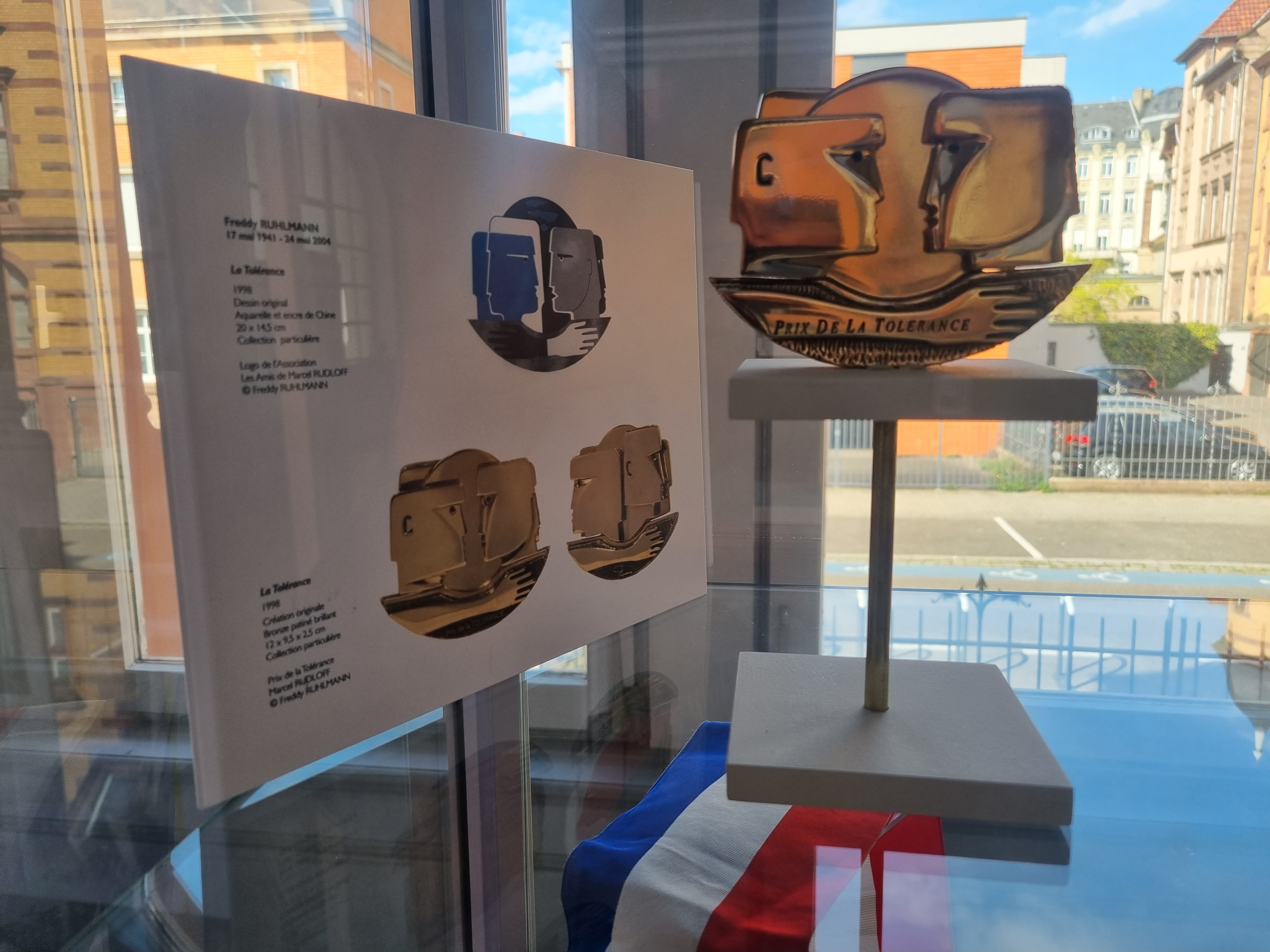
Prix Tolérance Marcel Rudloff

L'association Les Amis de Marcel Rudloff a été créée en mars 1997 pour perpétuer et promouvoir l'esprit de tolérance qu'incarnait Marcel Rudloff. Tous les ans, au palais des Droits de l'Homme de Strasbourg, cette association décerne le prix de la Tolérance Marcel-Rudloff à une personnalité qui a œuvré pour la paix, la tolérance, le respect de l'autre.

## Détail des mandats et fonctions
Mandats locaux
- 1965 - 1971 : conseiller municipal de Strasbourg
- 1989 - 1995 : conseiller municipal de Strasbourg
- 1971 - 1977 : adjoint au maire de Strasbourg
- 1977 - 1983 : adjoint au maire de Strasbourg
- 1983 - 1989 : maire de Strasbourg
- 1983 - 1989 : président de la communauté urbaine de Strasbourg
- 1976 - 1988 : conseiller général du Bas-Rhin, élu dans le canton de Strasbourg-4
- 1980 - 1986 : président du conseil régional d'Alsace
- 1986 - 1992 : président du conseil régional d'Alsace
- 1992 - 23 mars 1996 : président du conseil régional d'Alsace

Mandat parlementaire
- 3 octobre 1977 – 5 mars 1992 : sénateur du Bas-Rhin

Autres fonctions
- 25 février 1992 - 23 mars 1996 : membre du Conseil constitutionnel

## Distinctions
- Chevalier de la Légion d'honneur[6] ;
- Chevalier de l'ordre des Palmes académiques[6] ;
- Chevalier de l'ordre de Saint-Grégoire-le-Grand[6] ;
- Commandeur de l'ordre du Mérite civil d'Espagne[7] ;
- Officier de l'ordre du Mérite de la République italienne‎[7] ;
- Commandeur de l'ordre du Mérite de la République fédérale d'Allemagne[7] .